# Belmiro Braga
Belmiro Braga este un oraș în unitatea federativă Minas Gerais (MG), Brazilia.